# Червоногірка (Пологівський район)
Червоногі́рка (до 1945 року — Чінгул) — село в Україні, у Токмацькій міській громаді Пологівського району Запорізької області. Населення становить 327 осіб. До 2020 року  орган місцевого самоврядування - Жовтнева сільська рада.

## Географія
Село Червоногірка розташоване за 98 км від обласного центру, 64 км від районного центру та 14 км від міста Токмака, біля витоків річки Чінгул, вище за течією на відстані 3 км розташоване село Садове. Через село пролягає автошлях територіального значення Т 0408. Найближча залізнична станція Великий Токмак (за 15 км).

## Історія
Село засноване 1928 року під первмнною назвою Чінгул. У  1945 році перейменоване в село Червоногірка.
12 червня 2020 року, відповідно до розпорядження Кабінету Міністрів України № 713-р «Про визначення адміністративних центрів та затвердження територій територіальних громад Запорізької області», село увійшло до складу Токмацької міської громади.
19 липня 2020 року, в результаті адміністративно-територіальної реформи та ліквідації Токмацького району, село увійшло до складу Пологівського району.
Село тимчасово окуповане московськими загарбниками 2 березня 2022 року в ході рашистського вторгнення в Україну.
22 червня 2023 року рішенням Національної комісії зі стандартів державної мови віднесено до списку населених пунктів, які «можуть не відповідати лексичним нормам української мови», зокрема стосуватися «російської імперської чи колоніальної політики». Громаді рекомендовано обґрунтувати доцільність збереження поточної назви або запропонувати нову назву в установленому законодавством порядку.

## Населення

### Мова
Розподіл населення за рідною мовою за даними перепису 2001 року:
| Мова       | Кількість | Відсоток |
| ---------- | --------- | -------- |
| українська | 298       | 91.13%   |
| російська  | 29        | 8.87%    |
| Усього     | 327       | 100%     |